# Амитис Вавилонская
Амитис Вавилонская — была дочерью мидийского царя Киаксара II и женой Навуходоносора II.

## Имя
Женское имя Амитис засвидетельствовано только в греческой форме Αμυτις, которая, возможно, отражает (с метатезисом гласных) мидийское и персидское *Umati- (эквивалентно авестийскому humaiti), «имеющий хорошие мысли».

## Жизнь
Амитис родилась либо в семье Киаксара II и его жены, либо у сына Киаксара, Астиага, и невестки Ариенис. Мидийские войска подошли к Ашшуру, когда тот был уже повержен. Здесь, у стен города, мидийцы и вавилоняне заключили военный союз против Ассирии; для скрепления альянса было решено поженить дочь Киаксара II — Амитис и сына Набопаласара — Навуходоносора II. Предание гласит, что тоска Амитис по лесистым горам Мидийской империи привела к строительству висячих садов Вавилона, поскольку Навуходоносор II пытался угодить ей, сажая деревья и растения с её родины. Однако исторические свидетельства не подтверждают эту традицию.